# Excel方眼紙
Excel方眼紙（エクセルほうがんし）とは、
- Microsoft Excelに代表されるセル結合機能を有した表計算ソフトで、縦横同幅程度の狭幅に設定したセルを方眼紙に見立てる様式[1][2]。
- 上記の様式を用いて、セル結合機能と罫線機能を用い、ワードプロセッサ・DTPソフト代わりとして文書作成に用いる、日本独特のビジネス文書作成習慣[3]。

このような様式をネットスラングでネ申エクセル（神エクセル）と呼んでいたが、その呼び名はこの様式を問題視する学術関係者や国会議員などにも広まっている。

## 経緯
MS-DOS時代日本では、特に罫線を駆使した作表には、Lotus 1-2-3や一太郎が用いられる事が多かった。
環境がMicrosoft Windowsに移行後は、Microsoft Excelがその代替となった。Excelは、限定的ながらも辛うじて実用に耐えるWYSIWYGと、相当自在なセル内の文字配置が可能で、日本人一般文書作成者の意図にあまり反しなかった。また、Microsoft Excel 97以降ではセルの結合が可能になり、かなり自在なセルの構築で、実用ビジネス日本語ワードプロセッサソフトとして受け入れられた。加えて、競合ソフトや本来のワードプロセッサソフトは、
- Lotus 1-2-3や一太郎などはMicrosoft Windows対応が遅れた。
- Microsoft Wordは、特に作表時の操作性や意図を外れた自動書式設定動作により、多くの日本人の作文作業に難があった。一説には、文書事務規程において必要であった均等割付が未実装であった。[5]
- Microsoft Windows標準搭載ワープロソフトのMicrosoft WriteやWordPadは罫線も扱えなかった。

等、日本では使いづらかった事も要因である。
それを受けてマイクロソフトは、Microsoft Excel他用の方眼紙テンプレートを公式に提供するようになった。

## 評価
Microsoft Excelを代表とする表計算ソフトを、方眼紙のように用いてワードプロセッサやDTPソフト代わりとして文書作成に用いる事については、評価が極端に分かれる。
評価する向きとしては、写真台紙として写真画像を貼り付ける等、実用日本語ビジネス処理環境と絶賛する声があり、Eメール本文にすら常用される事がある。
一方、非難される理由としては、プリンター環境の違いによる改行改ページ印刷出力の乱れ、不完全なWYSIWYG、目次機能の欠如、Excel方眼紙で作り込まれたワークシートを後から修正・変更をする手間、等があげられる。そのため、ITによる業務効率化や生産性向上に大きな弊害をもたらす等とも言われる。
このような様式が科研費の申請書類などに広まり研究者の生産性を低下させていることが指摘されていたが、2016年に河野太郎が行革推進本部において改善を指示した。 

## DTPソフトウェアによる改善
製品版のMicrosoft Office PublisherやAdobe InDesign, フリーソフトウェアであるLibre Office DrawなどのDTPソフトウェアを使用すれば、環境による印刷出力の乱れや目次機能の欠如などの問題は解決する。しかしDTPソフトウェアは一般にあまり普及していないことが問題点として挙げられる。